# Landgoed Persijn (Maartensdijk)
Het landgoed Persijn in Maartensdijk is een landgoed met een wit landhuis net ten westen van de A27.
Landgoed Persijn is vernoemd naar de stichter, Adriaan van Persijn (1610-1655). Hij koos voor zijn landgoed een zandrug op de overgang van de Heuvelrug naar het veenweidegebied met uitzicht op de Utrechtse Dom. In 1668 wordt de grond verkocht aan zijn weduwe Sophia van Vermeer. In 1721 verkrijgt de familie Van Hengst via een erfenis het landgoed. Deze Van Hengst laat de hofstede Persijn tot een riante buitenplaats verbouwen. De landerijen strekten zich uit tot het Gooi in noordelijke richting. Het parkbos kreeg de bijnaam Hengstebos. De familie had het landgoed tot 1919 in zijn bezit. Daarna kochten houthandelaren het landgoed die een groot deel van het bos kapten. In 1946 trok de Stichting Opbouw in het pand en van 1982 tot 2016 werd het huis gebruikt door het Orthopedagogisch Project Leefeenheden, tegenwoordig Lijn5 genaamd. In mei 2017 kwam het landgoed in handen van Landgoed Persijn B.V.
Het landgoed is oorspronkelijk ontworpen in de vroege Engelse landschapsstijl. In de 19e eeuw werd het vernieuwd in de late landschapsstijl met twee bomenlanen en het gebruik van uitheemse beplanting.
Het hoofdhuis en de tuinmanswoning zijn rijksmonumenten evenals de historische parkaanleg.

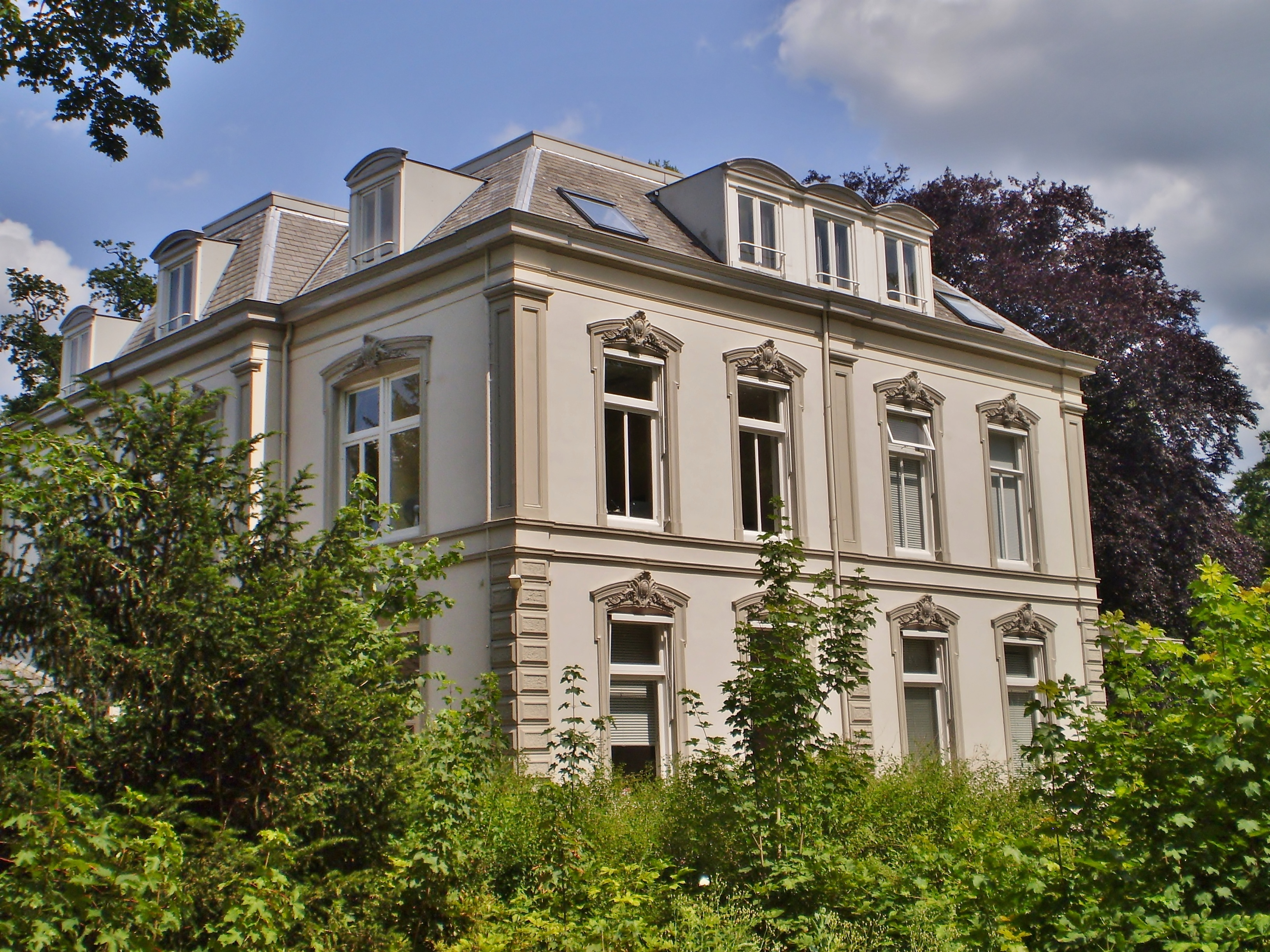
Zuidzijde
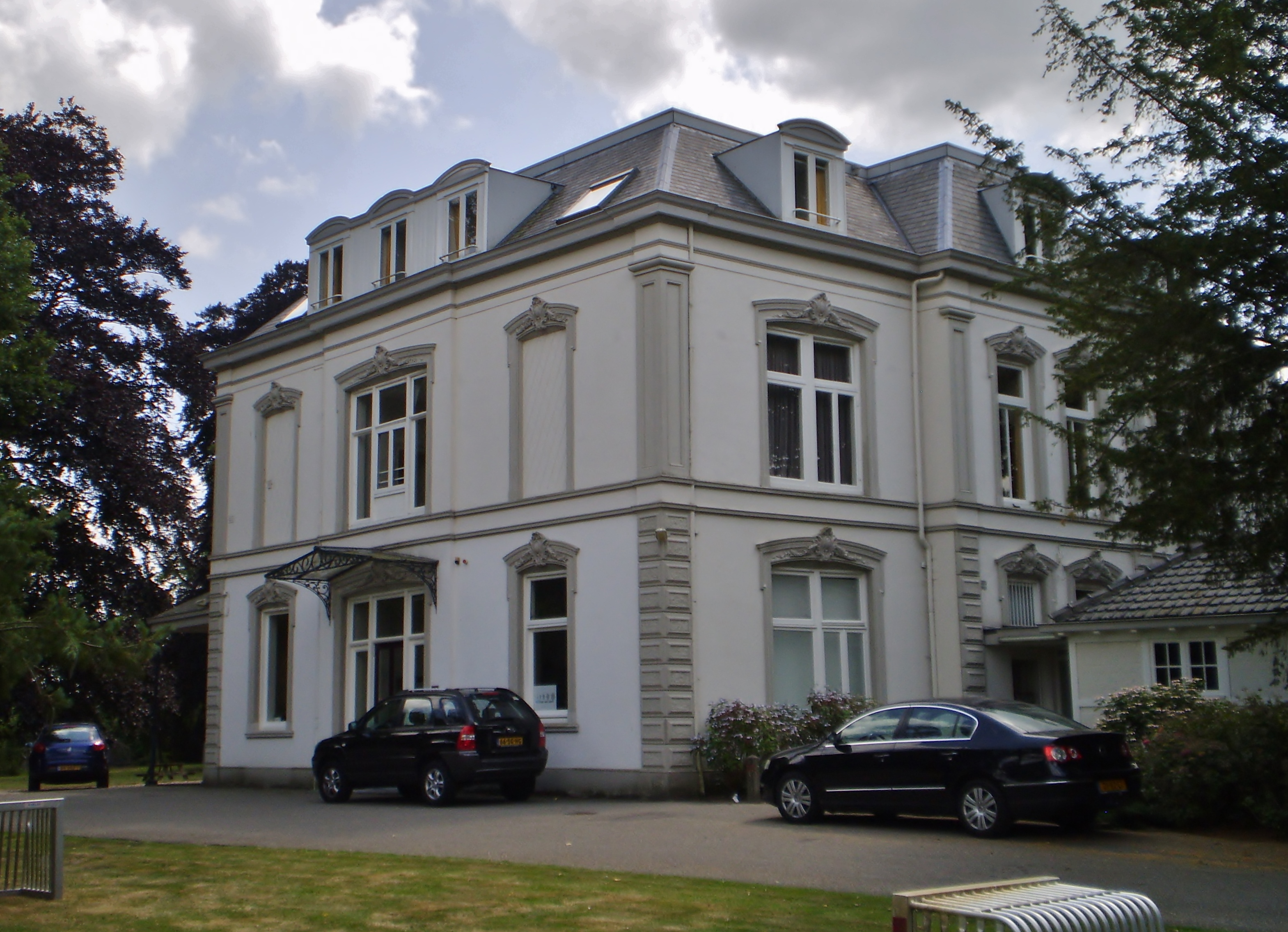
Hoofdingang (noordzijde)
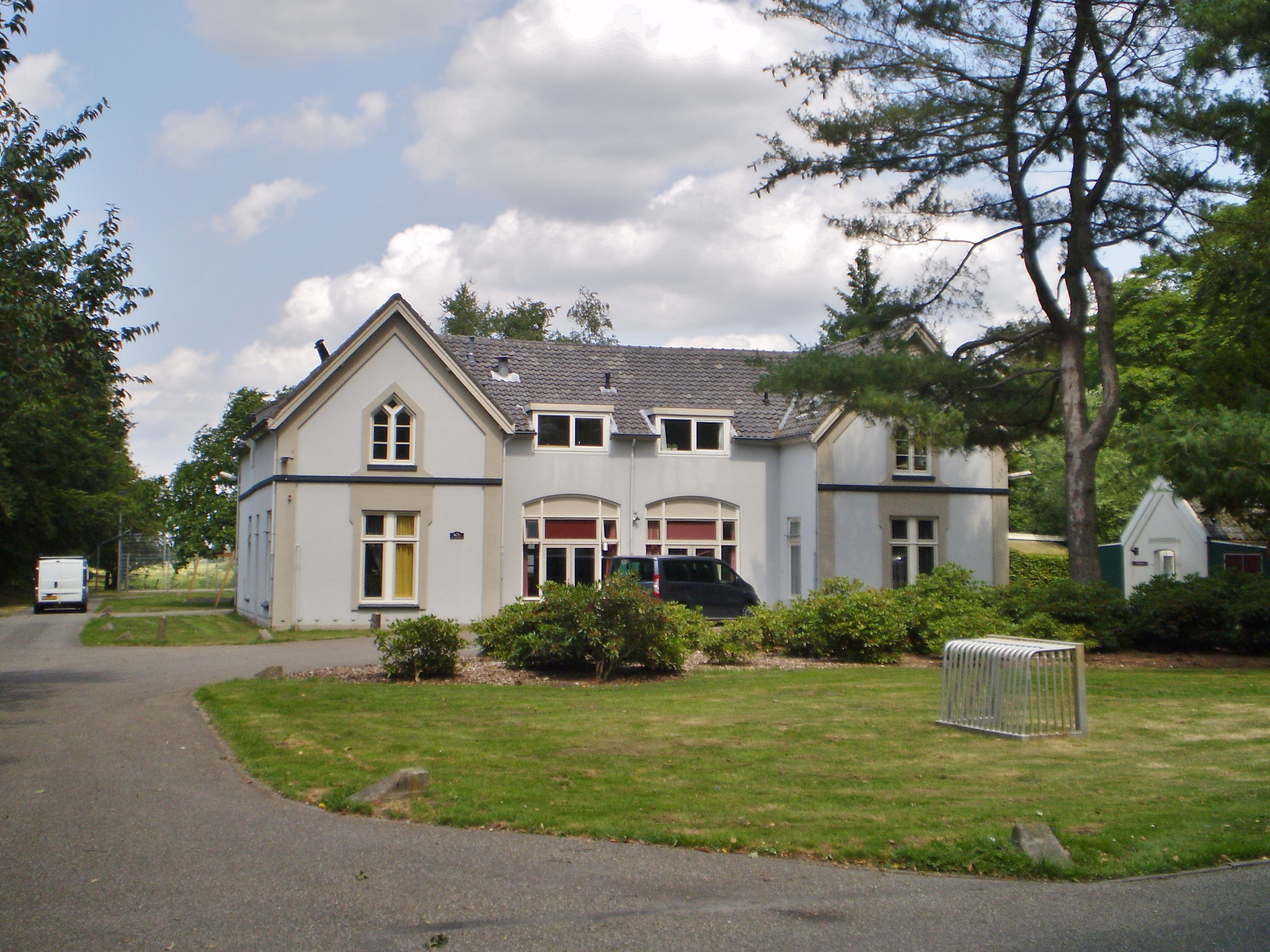
Koetshuis
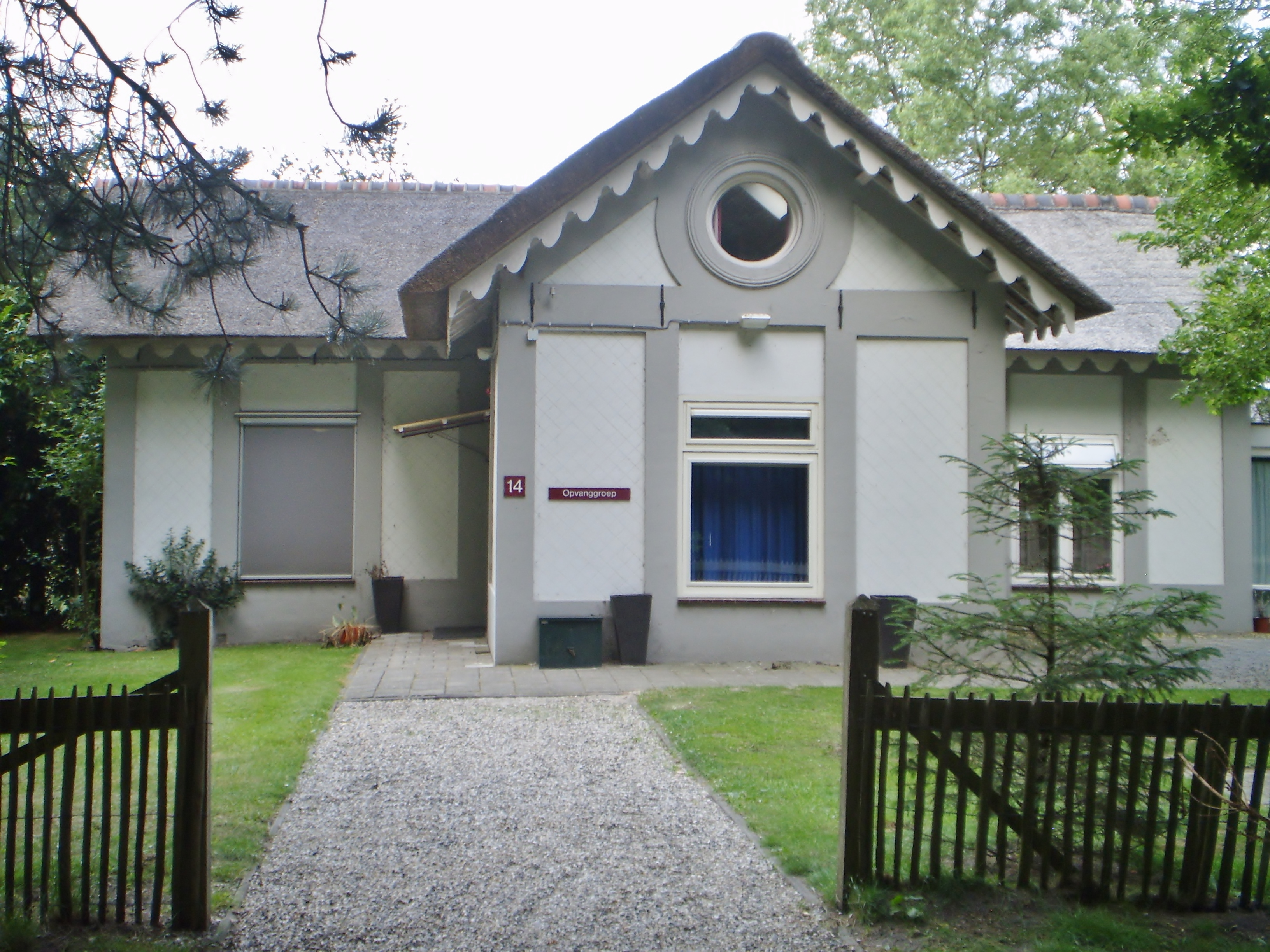
Tuinmanswoning